# Julia Dufour (Santa Cruz)

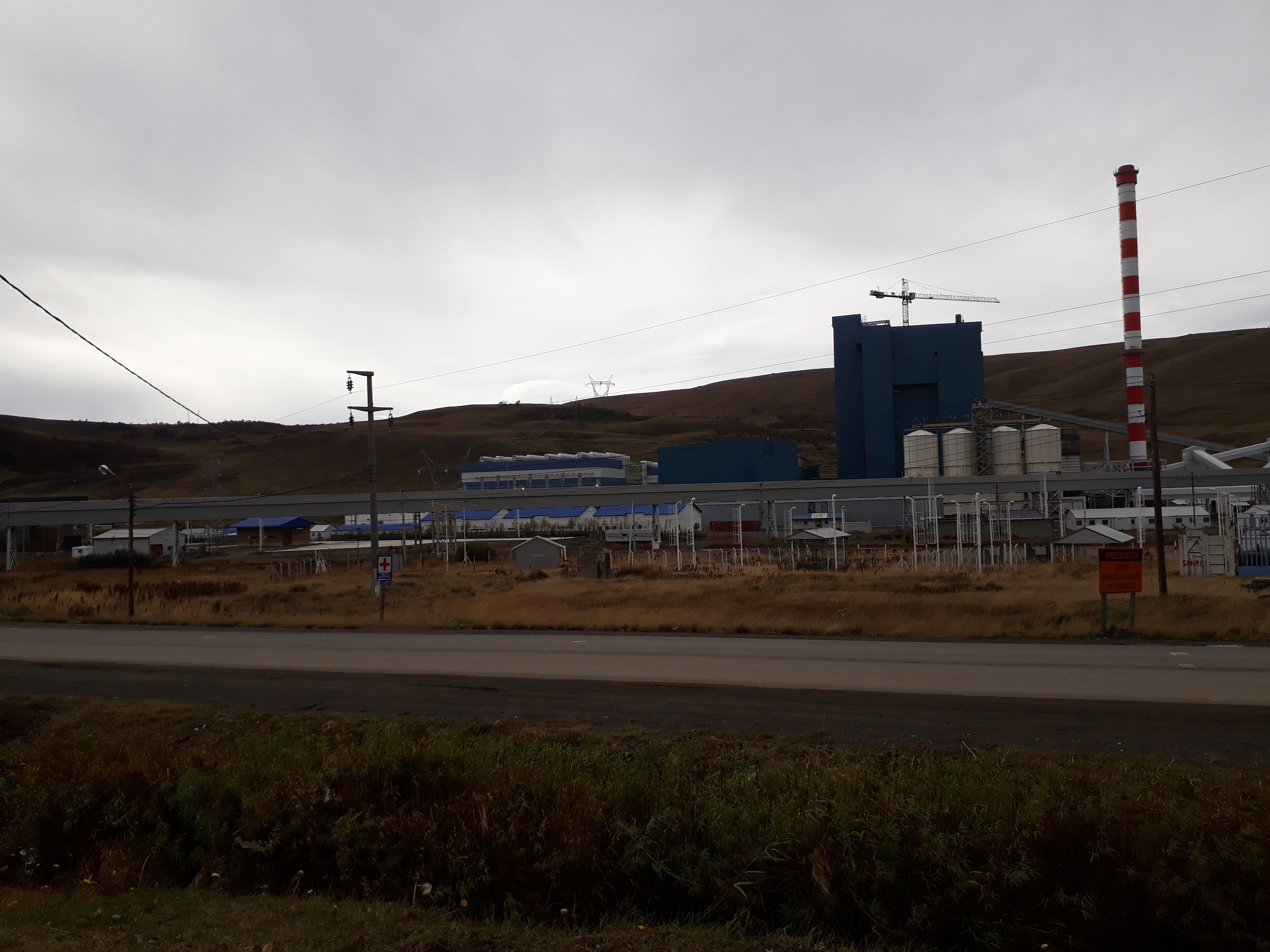
Esta moderna usina eléctrica localizada en Julia Dufour utiliza hulla como combustible.

Julia Dufour, más conocida de manera extraoficial como Campamento Dorotea, es una localidad de 293 habitantes (Indec, 2010), del departamento Güer Aike, provincia de Santa Cruz, Argentina.
Su historia está relacionada directamente con la llegada del ferrocarril. En sus orígenes se denominó "La Dorotea". En el año 2005 se iniciaron las obras para dotar a la localidad de red cloacal y agua potable. En el lugar viven 87 familias.

## Toponimia
El actual nombre oficial de la localidad homenajea a Julia Dufour, pionera argentina en la Patagonia y esposa del explorador argentino Luis Piedrabuena.

## Población
Contó con 293 habitantes (Indec, 2010), de los cuales 118 mujeres y 175 hombres; lo que representó un incremento del 19,1% frente a los 246 habitantes (Indec, 2001) del censo anterior.
El censo 2022 registró una población de 493 habitantes que se repartieron entre 263 hombres y 230 mujeres. Sin embargo, las cifras obtenidas fueron estimativas solo teniendo en cuenta a la población en viviendas particulares; es decir, excluyendo del dato a la población institucional y las personas sin hogar.Gracias a este censo también fue posible conocer su densidad y tamaño urbano.
| Gráfica de evolución demográfica de Julia Dufour entre 1970 y 2022 |
|                                                                    |
| Fuente: Censos nacionales del INDEC                                |

## Clima
El clima en Julia Dufour es riguroso y frío, con una temperatura media anual de 6 °C, máxima absoluta de 28 °C y mínima absoluta -25 °C.
Se encuentra ubicada en la llamada Cuenca Carbonífera, que se encuentra rodeada de cerros precordilleranos, por lo cual el clima invernal es muy severo, y los veranos son muy marcados.

## Economía
La localidad de Julia Dufour se encuentra en las estribaciones orientales de los Andes, por lo que existen algunos yacimientos mineros (como ya está señalado, se conocen yacimientos de hulla) aún poco explorados. Sin embargo, el principal atractivo es el turismo, ya que la población posee un centro de deportes invernales, entre los que se destacan las pistas de esquí.
Pese a su lejanía respecto a la ciudad de Buenos Aires y a otras grandes urbes argentinas, Julia Dufour se encuentra estratégicamente ubicada en medio del circuito turístico que conecta a El Calafate (con aeropuerto internacional), Puerto Natales, Punta Arenas (locación chilena), Río Grande y Ushuaia (con puerto y aeropuerto internacional). En sus cercanías se encuentran las pequeñas localidades de Rospentek, Río Turbio, Mina 3, Veintiocho de Noviembre y El Turbio.

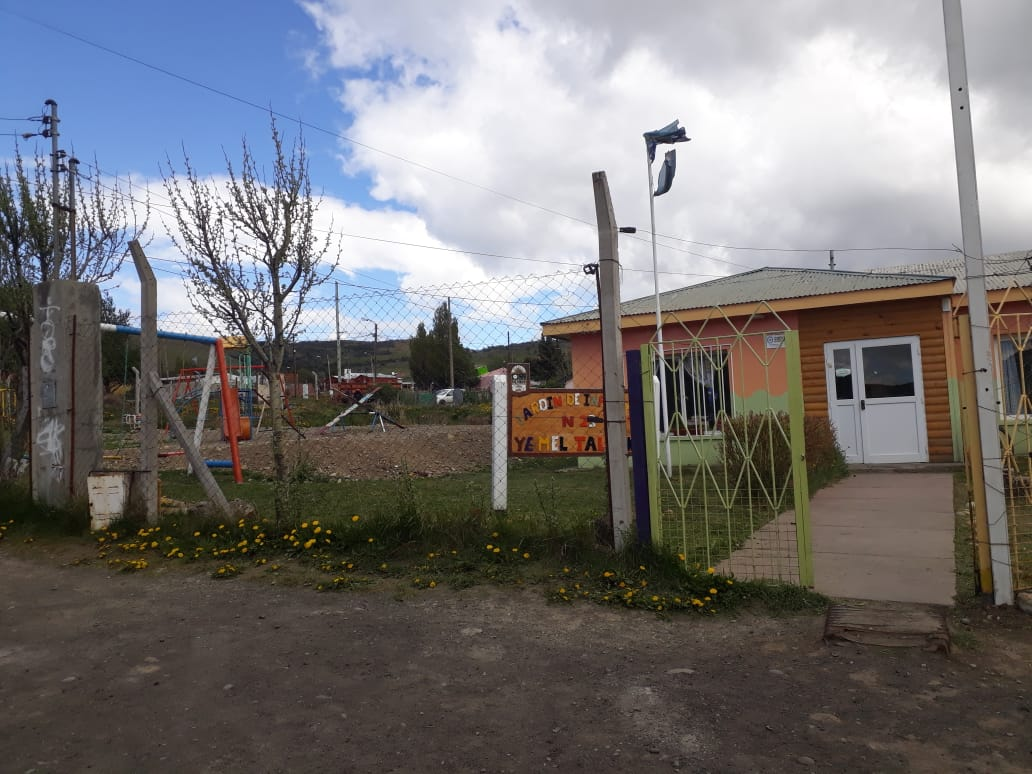
Jardín de infantes N.º 23 Yemel Talenke.